# 愛の妖精 アニーベル
『愛の妖精 アニーベル』（伊：La fine dell'innocenza）は、1976年に製作されたイタリア・フランスの映画。アニー・ベル主演。

## キャスト
※括弧内は日本語吹替
- アニー・ベル - アニー・ベル（フランス語版）（山田栄子） |（徳光由禾）
- マイケル・ペロー - チャールズ・フォーセット（英語版）（大久保正信）|（秋元羊介）
- リンダ - フェリシティ・デヴォンシャイア（幸田直子）|（佐藤しのぶ）
- アンジェロ - チロ・イッポリト（イタリア語版）（幹本雄之）|（桐本拓哉）
- ハリー - ティム・ストリート （小滝進）
- フィリップ - アル・クライヴァー（イタリア語版）（田中和実）|（河相智哉）
- サーラ - イネス・ペレグリーニ（イタリア語版）（小池亜希子）
- ジョージ - テッド・トーマス（クレジットなし）（楠正道）|（岩崎ひろし）